# Teldec
Teldec è un'etichetta discografica tedesca, fondata nel 1950 e specializzata nella musica antica e barocca.

## Storia
La casa discografica ha origine nel 1932 dalla Telefunken-platten GmbH, costituita in seguito alla acquisizione da parte della azienda Telefunken della Ultraphon, l'etichetta discografica della Küchenmeister-Konzern. La Ultraphon aveva la caratteristica di possedere i diritti per le registrazioni degli annuali festival di Wagner che si tenevano a Bayreuth e inoltre aveva un catalogo che comprendeva importanti dischi di artisti jazz (come Billy Barton e Lud Gluskin). La Telefunken-platten prosegue su questa orma già tracciata, migliorando la qualità delle registrazioni e focalizzando la sua attenzione sulla musica classica e l'opera.
Nel 1950 la AEG-Telefunken, questo era il nome che aveva assunto nel frattempo l'azienda, costituisce una joint venture con l'inglese Decca Record Co. Ltd. da cui scaturisce la Teldec. Il nome della nuova casa discografica, infatti, è una parola che riunisce le iniziali dei nomi delle due aziende riunite: Telefunken e Decca. L'obiettivo è quello di rafforzare l'azienda concentrandosi nella produzione di dischi di musica classica per il mercato tedesco.
La casa discografica possedeva due studi di registrazione e di incisioni, uno ad Amburgo e uno a Berlino, e una fabbrica di produzione di dischi in vinile a Nortorf presso Kiel.
Fiore all'occhiello della casa discografica è la serie "Das Alte Werk" specializzata in registrazioni di musica antica e barocca con interpreti attenti alla prassi esecutiva filologica e su strumenti originali. Il primo disco di questa collana risale al 1958, ed è un vinile ancora mono . Nei primi anni '60 verrà scritturato Gustav Leonhardt che realizzerà incisioni sia come direttore d'orchestra che come solista. Quindi è la volta del flautista Frans Brüggen, del violoncellista Anner Bylsma e del violinista Jaap Schröder. La loro registrazione integrale della Tafelmusik di Georg Philipp Telemann con l'ensemble Concerto Amsterdam è stata la prima delle registrazioni della casa discografica vincitrice di un premio da parte della critica.
Nel 1963 approda alla Teldec Nikolaus Harnoncourt con il suo Concentus Musicus di Vienna. Questo direttore d'orchestra, che rimarrà fedele negli anni alla casa discografica, realizza numerose incisioni di pregio che spaziano da Claudio Monteverdi a Wolfgang Amadeus Mozart, affrontando in particolar modo la musica barocca e le opere di Johann Sebastian Bach.
Nel 1971 parte il progetto della registrazione integrale delle cantate di Bach, che porterà avanti assieme a Gustav Leonhardt e che concluderà nel 1989. È del 1974 la prima registrazione integrale di Harnoncourt su strumenti d'epoca dell'opera di Monteverdi L'incoronazione di Poppea (vincitrice di tre premi: il tedesco Deutscher Schallplattenpreis, il francese Grand Prix du Disque e il Premio della Critica Discografica Italiana). Nel 1998 Harnoncourt concluderà anche il progetto della registrazione di tutte le cantate sacre di Mozart.
È grazie ad artisti come Harnoncourt e Leonhard che la Teldec potrà pubblicare nel 2000 la prima edizione discografica integrale di tutte le opere di Bach, la "Bach 2000", in 153 cd raccolti in 12 volumi.
Altri ensemble presenti inizialmente nel catalogo Teldec sono la Capella Antiqua di Monaco diretta da Konrad Ruhland; lo Studio der Frühen Musik diretto da Thomas Binkley (specializzato nel repertorio di musica medievale). Più recentemente entrano a far parte del catalogo il clavicembalista Andreas Staier, l'ensemble tedesco Concerto Köln e il gruppo italiano Il Giardino Armonico che contribuiranno a rivitalizzare ulteriormente la performance della musica antica.
Nell'ambito delle innovazioni tecnologiche Teldec si è contraddistinta per aver introdotto nel 1982 un nuovo processo di creazione dei master dei dischi in vinili. Tale sistema, chiamato Direct Metal Mastering (DMM), si caratterizza per una migliore resa del suono dei dischi prodotti con tale procedimento (minor rumore di fondo e miglioramento della risposta alle alte frequenze) .
Nel 1971 trasferisce su CD denominato HISTORIC l'esecuzione di loro composizioni su Welt Mignon Piano risalente al  1905 e 1906  da parte alcuni famosi autori: Richard Strauss (danza dei sette veli da Salome), Saint-Saens, Humperdink, Leoncavallo (da I Pagliacci) Grieg, Mahler (Adagio dalla V Sinfonia).
Nel 1988 la Teldec viene ceduta alla Warner Music. Benché l'interesse primario della casa discografica sia quello della musica classica, la Teldec ha realizzato nel corso degli anni anche un certo numero di dischi di musica schlager. In seguito alla acquisizione della Teldec da parte della Warner, la sezione di musica popolare è stata nettamente divisa da quella di musica classica dando luce ad una nuova etichetta, la EastWest Records GmbH.
Nel 2001 la sede della Teldec viene trasferita da Amburgo a Londra in seguito ai progetti di ridimensionamento della azienda portata avanti da Time Warner per poi cessare l'attività in seguito della fusione di AOL con Time Warner. Il catalogo della etichetta è ora gestito dalla Warner Classics, la divisione di musica classica della Warner Music.